# Si l'aurore
Albums de Marie-Pierre Arthur
Aux alentours (2012)
Si l'aurore est le troisième album de l'artiste québécoise Marie-Pierre Arthur, sorti le 17 février 2015. 

## Enregistrement
Encore une fois réalisé par son conjoint François Lafontaine (Karkwa) avec Pierre Girard à la prise de son et au mixage, Marie-Pierre Arthur s'entoure des musiciens Sam Joly (batterie), Nicolas Basque, Guillaume Doiron, et, de nouveau, fait confiance à Olivier Langevin (de Galaxie), Robbie Kuster (de Patrick Watson), José Major et Joe Grass (guitare) pour l'enregistrement de ce disque. L'artiste Gaële collabore à l'écriture des paroles,.

## Pistes de l'album
| No  | Titre             | Durée |
| --- | ----------------- | ----- |
| 1.  | Rien à faire      | 3:39  |
| 2.  | Cacher l'hiver    | 3:33  |
| 3.  | Si l'aurore       | 4:20  |
| 4.  | Il                | 3:45  |
| 5.  | Comme avant       | 6:04  |
| 6.  | Le silence        | 4:47  |
| 7.  | La toile          | 3:26  |
| 8.  | Papillons de nuit | 3:37  |
| 9.  | Dans ma tête      | 4:52  |
| 10. | Dis-moi           | 3:43  |